# Leonowicze (rejon mostowski)
Leonowicze (biał. Лявонавічы; ros. Леоновичи) – wieś na Białorusi, w obwodzie grodzieńskim, w rejonie mostowskim, w sielsowiecie Piaski.
W XIX w. wieś i folwark. W dwudziestoleciu międzywojennym leżały w Polsce, w województwie białostockim, w powiecie wołkowyskim, w gminie Krzemienica.